# 臧燾
臧 燾（ぞう とう、353年 - 422年）は、東晋から南朝宋にかけての学者・官僚。字は徳仁。本貫は東莞郡莒県。

## 経歴
臧愛親の兄にあたる。若くして学問を好み、三礼に通じた。太元10年（385年）、謝安が初めて国学を立てると、臧燾は謝玄の推挙を受けて国学助教となった。太元19年（394年）、東晋の孝武帝は祖母の鄭阿春を宣太后と追尊した。朝廷で宣太后を中宗の廟に配食させるべきか議論された。臧燾は『漢晋陽秋』を引いて配食に反対し、その意見は容れられた。
ほどなく官を去り、弟の臧熹とともに農耕を生業として老母を養った。父母が亡くなると、合わせて6年のあいだ喪に服して、体を痩せ細らせた。喪が明けると、臨沂県令に任じられた。元興3年（404年）、劉裕らが桓玄を打倒するために起兵すると、臧燾は太学博士となり、何無忌の下で参右軍軍事となった。義熙5年（409年）、何無忌が鎮南将軍となると、臧燾は従って鎮南府に入り、鎮南参軍に転じた。
義熙6年（410年）、劉裕が京口に駐屯すると、臧燾は劉裕に召されて参中軍軍事となった。入朝して尚書度支郎に任じられ、祠部に転じた。父の高陵亭侯の封を嗣いだ。ときに地震のために晋の太廟鴟尾が損傷を受け、太祖以前の先君を祀る4廟が破壊された。徐広がこれを機会に廟の祭祀の配列を見直すよう提議した。臧燾は4府君の祭祀を廃止することに反対し、当時の学者にはこの意見に賛同する者も多かったが、4廟の再建は実施されなかった。
通直郎に転じ、劉裕の下で鎮軍府・車騎府・中軍府・太尉府の諮議参軍を歴任した。義熙12年（416年）、劉裕が後秦に対する北伐をおこない、琅邪王司馬徳文が同行すると、臧燾は司馬徳文の下で大司馬従事中郎となり、大司馬府の留守の事務を委ねられた。義熙14年（418年）、侍中に任じられた。元熙元年（419年）、脚の病のために職を辞した。永初元年（420年）、劉裕が帝位につくと、臧燾は召されて太常となった。外戚でありながら、清貧な生活を維持し、俸禄は親族と分かち合った。永初3年（422年）、致仕し、光禄大夫の位を受け、金章紫綬を加えられた。この年のうちに死去した。享年は70。左光禄大夫・散騎常侍の位を追贈された。

## 子女
- 臧邃（長子、護軍司馬、宜都郡太守）
- 臧綽（末子、太子中舎人、新安郡太守）

## 伝記資料
- 『宋書』巻55 列伝第15
- 『南史』巻18 列伝第8